# 厚木かるた
厚木かるた（あつぎかるた）は、2021年（令和3年）に一般社団法人 あつぎものしり委員会代表・山口まさみ発案のもと発行された厚木市の郷土かるたである。神奈川県厚木市の名所・歴史・特徴などを読んでいる。製作・発行・著作は一般社団法人 あつぎものしり委員会。読み札44枚・絵札44枚の全88枚（協賛紹介札等を除く）。

## 概要
2021年のコロナ禍にあつぎものしり委員会によって制作、発行された神奈川県厚木市の郷土かるた。地域の子どもたちに厚木の魅力を知ってもらいたいという思いから製作された。現在では保育園、幼稚園、児童養護施設、小学校、学童保育、その他公共施設などに寄贈されており、厚木かるたを用いた厚木かるた大会を毎年開催するとしている。
山口まさみ（あつぎものしり委員会）が製作した読み札をもとに、同委員会監修のもと、絵札：和田有里絵・箱デザイン：若松由好史にて製作完成された。2021年12月10日初版1,000部が発行され、2ヶ月後の翌2022年2月に、市内の小学校等への寄贈のため2,000部が増刷された。
2023年「厚木市民協働提案事業」にて採択可決され、2024年6月に厚木市内小学3年生全員1700個が配布された。

## 厚木かるた大会
厚木かるた大会は、あつぎものしり委員会主催、厚木市教育委員会後援にて行われる郷土かるた大会である。低学年部門（7歳まで）高学年部門（12歳まで）一般の部（年齢不問）とし2022年創設。毎年11月に行うとし本厚木にある「東町スポーツセンター／第1武道場」にて開催される。
※第2回厚木かるた大会よりシニアの部（65歳以上）が追加

## 開催イベント
2024年11月4日（月・祝）：第３回厚木かるた大会開催／東町スポーツセンター（共催：厚木市）
2024年1月8日(日)：本厚木ミロードにてミロード厚木かるたイベント開催（後援：本厚木ミロード）
2024年1月2日(火)〜31日(水)本厚木ミロード４階スカイロードにて厚木かるた展開催（後援：本厚木ミロード）
2023年11月3日（金・祝）：第2回厚木かるた大会開催／東町スポーツセンター（後援：厚木市教育委員会）
2023年1月7日(土)：本厚木ミロードにてミロード厚木かるたイベント開催（後援：本厚木ミロード）
2023年1月2日(月祝)〜31日(火)本厚木ミロード４階スカイロードにて厚木かるた展開催（後援：本厚木ミロード）
2022年11月23日(水・祝)：第1回厚木かるた大会開催／東町スポーツセンター（後援：厚木市教育委員会）
2022年11月5日：第76回鮎まつり花火大会にて厚木かるたイベントブース開催
※厚木かるた参加者に100刷の厚木かるたと100枚の厚木かるたステッカー(非売品)を進呈
2022年1月4日：プロミティあつぎにて新年ミニかるた大会実施
2022年1月4日：FM YOKOHAMAによる「LOVELY DAY」の藤田くんの街角リポートにてあつまるしょっぷで「厚木かるた」紹介
2021年12月28〜30日：中町花の公園(チアフルパーク)にて大型パネルによる撮影会＆厚木かるた進呈イベント開催
2021年12月18日：本厚木駅前にてジャンケンに勝ったら「厚木かるた」プレゼント企画実施

## 公式キャラクター

### あつぎぃぬ
厚木市の地形のカタチに似た秋田犬をモチーフにしたキャラクター
名前の由来：あつぎ＋いぬ＝あつぎいぬ＝あつぎぃぬ
- 厚木市において秋田犬のブリーダーが日本でも優秀でザキトワに送った秋田犬が厚木市の秋田犬であったことなどから秋田犬をモチーフにしている。
- あつぎぃぬ（アツギーヌ）は女性名詞であることから女の子である。

### マッカルター
厚木かるたの「そ：鮎まつり花火」「ま：まっかーさー」「ほ：ゴルフ」をモチーフにしたキャラクター
名前の由来：マッカーサー＋かるた＝マッカルター
※オーストラリア式フットボール選手「アンドリュー・マッカルター」とは関係ありません。

## 厚木かるたPR大使（アンバサダー）
初代：滑川舞衣（なめかわまい）
1997年1月14日生まれ
厚木市出身
Mrs.関西コレクション2022年初代20代部門グランプリ